# 歇宁线轮渡
歇宁线轮渡，原称西广线、西宁线轮渡。为中国上海市黄浦江上的一条对江轮渡航线。航线北起杨浦区宁国南路1号宁国路轮渡站，南至浦东新区歇浦路1号歇浦路轮渡站，整条航线位于杨浦大桥西侧。
歇宁线轮渡航线始于清朝年间，由浦西杨家码头至浦东石码头。民国22年（1933年），浦东渡口搬迁至歇浦路西渡码头，航线更名西广线（西渡——广信路（今广德路））。1954年12月15日，上海市轮渡公司西宁线轮渡（西渡——宁国路）通航，同时西广线济渡航线撤销。2003年3月，西宁线轮渡更名为歇宁线轮渡（歇浦路——宁国南路）。2011年7月30日起，歇宁线轮渡启用空调渡轮运营。

## 历史
歇宁线轮渡始于清朝年间，是一条由浦西杨家码头至浦东石码头的济渡航线。民国6年（1917年），航线由1艘帆船渡客。同年，由浦东塘工善后局开辟的东铜线长渡（南京东路外滩铜人码头——东沟）增停西渡码头，由于西渡没有适宜停靠渡船的码头，因此由帆船驳运长渡乘客至西渡码头。民国22年（1933年），上海市政府与浦东亚西亚公司交涉，要求该公司让出栈房用地，并新辟歇浦路，同时建造西渡码头。作为交换条件，将浦东石码头并入亚西亚公司。石码头渡口迁往西渡码头后，航线更名为西广线，航线从浦东歇浦路西渡码头至浦西广信路（今广德路）码头。

民国26年（1937年）抗日战争爆发，航线停航。上海沦陷后，因浦西日商上海纱厂二厂与同兴纱厂工人大多居住在浦东，遂向西广轮渡业主包租渡船接送工人上下班。半年后，地方各界人士感到渡口停运使得出行不便，要求恢复渡运业务，后西广线轮渡恢复。抗日战争胜利后，民国35年（1946年），航线投入机动渡轮运营。

上海战役后，1954年，上海市公用事业局辟筑宁国路并建造宁国路轮渡站，开辟歇浦路西渡至宁国路的航线。工程于同年11月27日完成。同时，西广线以实有资产入股方式并入上海市轮渡公司。1954年12月15日，市轮渡西宁线轮渡正式通航，西广线济渡同时撤销。

20世纪70年代末，随着浦东开发，市区居民大量动迁至浦东，西宁线轮渡客流增长迅速，原宁国路轮渡站已不适应客流需要。1978年6月17日，由上海市内河航运局扩建宁国路轮渡站。1981年12月1日，新西宁线轮渡站建成启用。2003年3月，西宁线轮渡更名为歇宁线轮渡（歇浦路——宁国南路）。2011年7月30日起，因原有渡船已到报废期限，歇宁线轮渡全线启用空调渡轮运营。

## 航线班次
- 宁国路轮渡站：5：30——22：30

| 5：30——6：30   | 20分钟一班 |
| 6：40 6：50    |            |
| 7：00——8：30   | 高峰快班   |
| 8：40——9：10   | 10分钟一班 |
| 9：30——15：50  | 20分钟一班 |
| 16：00——18：10 | 10分钟一班 |
| 18：30——22：30 | 20分钟一班 |

- 歇浦路轮渡站：5：40——22：20

| 5：40——6：20      | 20分钟一班 |
| 6：30 6：40 6：50 |            |
| 7：00——8：30      | 高峰快班   |
| 8：40——9：00      | 10分钟一班 |
| 9：20——16：00     | 20分钟一班 |
| 16：10——18：00    | 10分钟一班 |
| 18：20——22：20    | 20分钟一班 |

- 注：周六、周日节假日5：30——22：30一船航行，20分钟一班。[7]

## 公交换乘
- 宁国路轮渡站：8、28、135、853
- 歇浦路轮渡站：81、85、169、170、313、455、522、573、610、639、787、794、799、819（暂不停靠）、970（暂不停靠）、971、981、993、隧道六线、大桥五线、蔡陆专线、钦东专线、新川专线